# میسا شیمیزو
میسا شیمیزو (انگلیسی: Misa Shimizu) (زادهٔ سال ۱۹۷۰ میلادی) هنرپیشه ژاپنی است. وی در فیلم مارماهی به کارگردانی شوهئی ایمامورا که در جشنواره فیلم کن برندهٔ جایزهٔ نخل طلایی شد ایفای نقش کرده‌است.